# Перов, Дмитрий Михайлович
Дми́трий Миха́йлович Перо́в (27 октября 1915, станция Оловянная, сейчас Оловяннинский район, Читинская область — 27 февраля 1986, Саянск, Иркутская область) — шофёр боевой машины БМ-13 («Катюша») 394-го гвардейского миномётного дивизиона 99-го гвардейского миномётного полка 1-го Прибалтийского фронта, гвардии младший сержант, Герой Советского Союза.

## Биография
Родился 27 октября 1915 года в семье рабочего. Русский. Окончил 7 классов и школу ФЗУ на станции Хилок.
Служил в Красной Армии в 1936—1939 годах. Участвовал в боях на реке Халхин-Гол в 1939 году. После демобилизации работал шофёром, заведующим гаражом в городе Иркутске.
Вновь призван в ряды Красной Армии в 1942 году. На фронтах Великой Отечественной войны с 1943 года.
Во время одного из боёв в Белоруссии около посёлка Ужелятино-Горбачи 3 февраля 1944 года неподалёку от ЗИС-5 Дмитрия Перова разорвалась вражеская мина, в нескольких метрах от машины вспыхнул огонь, загорелись кустарник, трава, сухой валежник. Огонь подбирался к боевой установке. Снаряды находились на направляющих. Если бы огонь добрался до них, погибли бы не только установки, но и находившийся рядом склад боеприпасов. Дмитрий быстро оценил ситуацию, позвал на помощь товарищей, а сам быстро взобрался на направляющие, стал вывинчивать из снарядов взрыватели. Вскоре на помощь подоспели другие бойцы расчёта. Снаряды были спасены, пожар потушен.
Указом Президиума Верховного Совета СССР от 22 июля 1944 года за образцовое выполнение боевых заданий командования на фронте борьбы с немецко-фашистским захватчиками и проявленные при этом мужество и героизм младшему сержанту Перову Дмитрию Михайловичу присвоено звание Героя Советского Союза с вручением ордена Ленина и медали «Золотая Звезда» под номером 3747.
После войны Д. М. Перов был демобилизован. Проживал в городе Зима, затем в городе Саянск Иркутской области. Скончался 27 февраля 1986 года. Похоронен в городе Зима.

## Память

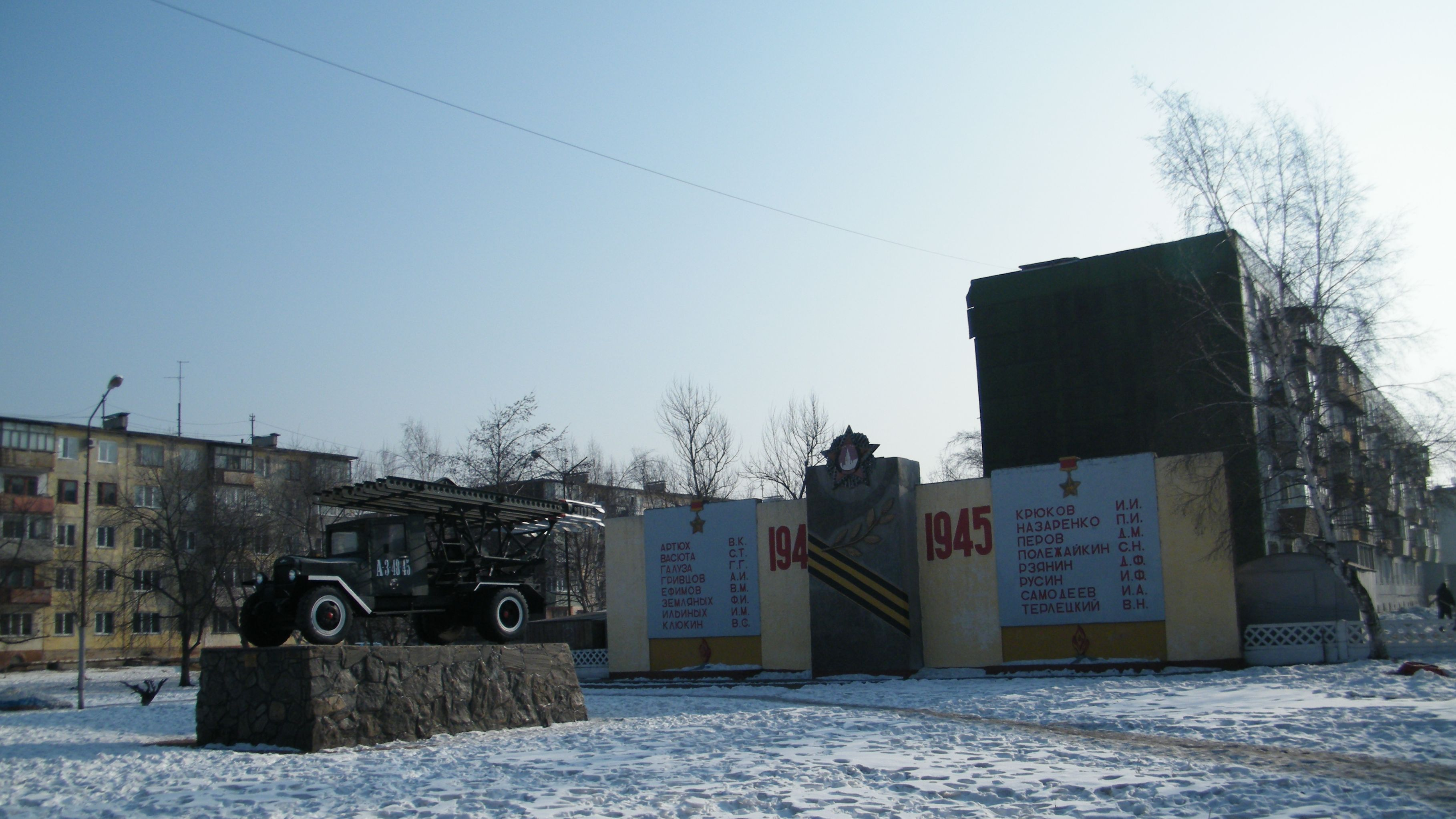
Город Уссурийск, УВВАКУ

- Именем Героя названа улица на станции Оловянная.
- Бюст в городе Саянск Иркутской области.
- Мемориальная доска на доме в городе Саянск, где жил Герой.
- Имя воина-водителя, Героя Советского Союза Перова Д. М. увековечено на стене памяти Уссурийского высшего военного автомобильного командного училища.
- В Саянске (Иркутская область) на фасаде одного из домов микрорайона Олимпийский нарисован граффити-портрет Д. М. Перова, а также названа общеобразовательная школа N 4.